# Karistos (gmina)
Karistos (gr. Δήμος Καρύστου, Dimos Karistu) – gmina w Grecji, w administracji zdecentralizowanej Tesalia-Grecja Środkowa, w regionie Grecja Środkowa, w jednostce regionalnej Eubea. W 2011 roku liczyła 12 180 mieszkańców. Powstała 1 stycznia 2011 roku w wyniku połączenia dotychczasowych gmin: Karistos, Stira i Marmari oraz wspólnoty Kafireos. Siedzibą gminy jest Karistos.